# ヒューマンファクター
ヒューマンファクター（英：human factor(s)）は、人間や組織・機械・設備等で構成されるシステムが、安全かつ経済的に動作・運用できるために考慮しなければならない人間側の要因のこと。一言でいえば「人的要因」である。ただし、"Human Factors" と複数形で綴ると、「ヒューマンファクター学」の意味合いを持っており、単なる「人的要因」では片付けられない、機械・設備等や職場環境などについて人間本位で考える学問・研究分野という意味合いとなり、人間の能力や限界・特性などに関する知見や手法などの総称と定義される。本項ではそれらの概要について記載する。
なお、human factors は「人的要素」とも訳することができ、広義の人間工学と同義であると解釈できる。また、human factors自体は非常に幅広い意味を持っている。（人間工学#ヒューマンファクターも参照のこと。）

## 背景
古来、もともと安全は自己責任で確保するというのが安全衛生上の基本であった。しかし、人間はエラーをする生き物ということで、20世紀後半以降に機械・設備を改良して安全性を補う考え方が普及していった。それでも安全性を補うのは限界があるため、同時に人間自身が安全を意識し、安全を確保するための技量を身につけることが啓蒙されて現在に至っている。
航空宇宙産業、装置・設備産業、運輸産業、製造業、医療といった危険と隣り合わせの業界において、作業手順や作業環境など人間がエラーを引き起こしやすい状況を見出しヒューマンエラーの問題に対する取り組みを積極的に行い、有効な対策を積み重ねていったが、結局は「人間の問題」が最後までついてまわった。ヒューマンエラーが事故に直結しないようにするため、人間の特性を分析し、人間をシステムの一要素として捉えて人間を中心にしたシステムを考えて構築することが求められている。（→ 人間信頼性工学）

## 概要
どんな対策を講じても、どんなに教育や訓練を受けたとしてもヒューマンエラーを完全になくすことは不可能であるため、エラーと共存し、コントロールすることによって被害を最小限に留めることを主眼に置いている。システムを構成する要素のうち、それを運用する人間ほど信頼性の低いものはなく、人間に頼ることを第一とした安全対策は脆弱であるという考えが前提である。
研究や分析が進むにつれ、その対象は「個人」だけでなく、「チーム」や「組織」などの集団へと広がっている。ヒューマンファクターは、認知心理学、生理学、行動科学、社会心理学、人体測定学、工学といった既存の多岐にわたる学問研究の成果を利用する。
なお、ヒューマンエラーは、ヒューマンファクターの負の結果について述べたものであり、ヒューマンファクターの一部である。

### SHELモデル
人間の能力や特性そしてその周辺の要素・環境を語るうえで欠かせないものとして、SHELモデルが挙げられる。ヒューマンファクターの概念を図示することにより、理解しやすくすることを意図したものである。
モデルの中央に人間（当事者、本人）が居り、その周囲4つの要素が配置される。4つの要因が影響し合っていることを表しており、当事者が周囲の環境を使いやすく配慮するといった、人間中心の考え方と捉えることができる。下図の中心のLの外形は本来は歪な形状であり、状況によって当事者の能力や特性が変化することを表し、他の要素とは歪な形状が合わさっており、当事者の周辺環境への対応を表している。
|  |  |  |  |   |   |   |   |   |   |  |  | H | H | H | H | H | H |  |  | m | m | m | m | m | m |  |  |  |  |  |  |  |  |  |  |  |  |  |  |  |  |  |  |  |  |  |  |  |  |  |  |  |  |
|  |  |  |  |   |   |   |   |   |   |  |  | H | H | H | H | H | H |  |  | m | m | m | m | m | m |  |  |  |  |  |  |  |  |  |  |  |  |  |  |  |  |  |  |  |  |  |  |  |  |  |  |  |  |
|  |  |  |  |   |   |   |   |   |   |  |  |   |   |   |   |   |   |  |  |   |   |   |   |   |   |  |  |  |  |  |  |  |  |  |  |  |  |  |  |  |  |  |  |  |  |  |  |  |  |  |  |  |  |
|  |  |  |  |   |   |   |   |   |   |  |  |   |   |   |   |   |   |  |  |   |   |   |   |   |   |  |  |  |  |  |  |  |  |  |  |  |  |  |  |  |  |  |  |  |  |  |  |  |  |  |  |  |  |
|  |  |  |  | S | S | S | S | S | S |  |  | L | L | L | L | L | L |  |  | E | E | E | E | E | E |  |  |  |  |  |  |  |  |  |  |  |  |  |  |  |  |  |  |  |  |  |  |  |  |  |  |  |  |
|  |  |  |  | S | S | S | S | S | S |  |  | L | L | L | L | L | L |  |  | E | E | E | E | E | E |  |  |  |  |  |  |  |  |  |  |  |  |  |  |  |  |  |  |  |  |  |  |  |  |  |  |  |  |
|  |  |  |  |   |   |   |   |   |   |  |  | L |   |   |   |   |   |  |  |   |   |   |   |   |   |  |  |  |  |  |  |  |  |  |  |  |  |  |  |  |  |  |  |  |  |  |  |  |  |  |  |  |  |
|  |  |  |  |   |   |   |   |   |   |  |  |   |   |   |   |   |   |  |  |   |   |   |   |   |   |  |  |  |  |  |  |  |  |  |  |  |  |  |  |  |  |  |  |  |  |  |  |  |  |  |  |  |  |

- S : Software （マニュアル、作業標準など）
- H : Hardware （設備、装置、機械など）
- E : Environment （作業環境）
- L : Liveware （人間、作業者） ※中央は当事者で、周囲は関係者）

このモデルは、1975年にKLM航空のFrank H.Hawkinsが提唱したものであり、その後、さまざまな派生モデルが提唱されているが、SHELモデルに m : Management （マネジメント）を独立した要素として衛星の状態として配置したm-SHELモデルがよく用いられる。SHELモデルに「マネジメント」を周回させることにより、全体の要素・環境を適切に運用することを意図している。

### エラーマネジメント
テキサス大学の R.Helmreichは、人間のエラーと共存し、その結果をコントロールするという エラーマネジメント (Error Management) の理念について説明し、ヒューマンエラーの対処を三段階に考えた。
- 潜在的な危険を予測し、エラーを未然に防止する。（状況認識、認識の共有）
- エラーが出うる状況を発見した時は速やかに指摘し、エラーを出さない環境へ修正を行う。（正しいコミュニケーションや和やかな雰囲気作り、職場の環境改善、適切な権威勾配・リーダーシップ）
- エラーを発見したときは被害が拡大する前に速やかに処理する。

### スレットマネジメント
スレットは、エラーを誘発する要素であり、要素に対して不適切な対応をとるとエラーを誘発し、エラーマネジメントをより困難にする。スレットは大きく分けて2つあり、
- 潜在的スレット：国民的文化、組織文化、職業文化、スケジュール、曖昧な方針など
- 顕在的スレット：環境要因、組織要因、個人的要因、チームの要因など（急がされる、集中できない、プレッシャー、疲労、ストレス、焦り等）

が挙げられる。
スレットマネジメントは3つのステップがある。
- 見つける ： 適度な警戒心をもって監視を行い、スレットを発見したらその影響を予測する。
- 避ける ： 発見したスレットに対してどのように対処するか、仲間・同僚間で認識を共有する。
- とらわれない ： 突然発生・発見したスレットに対してはそのことにとらわれないで重要であるかどうかを見定める。

スレットによるエラーを回避する具体的解決策として、
- 自分自身がスレットを作り出さない。
- 他人からの指摘を素直に受け入れる。
- ある決定や行動を行った後は反省する。
- 避けられないスレットはその存在を明確にする。

などが挙げられる。

### リスクマネジメント
リスクマネジメントは潜在化しているリスクを発見・明確化し、エラーが発生した場合の損失などの回避・低減をはかるための管理手法。複数のリスクを抱えている場合はそれらを分析することにより対応の順番と適切な対策方法を見出す。
考え方は大きく分けて2つあり、システムの構築前と運用・稼動開始後に分けられる。前者はシステムを構築するに当たり、想定できるリスクを見出してそれらの回避をはかる事を目的とし、後者はシステム運用開始後に潜在化されたリスクの低減を目的としている。

### 知識の蓄積
ヒューマンエラーを減らすためにはシステムに携わる人間のそれに対する知識が一定以上は必要であるということ。知識は教育と訓練によって蓄積され、資格の取得によってある程度担保される。